# Kerkraads

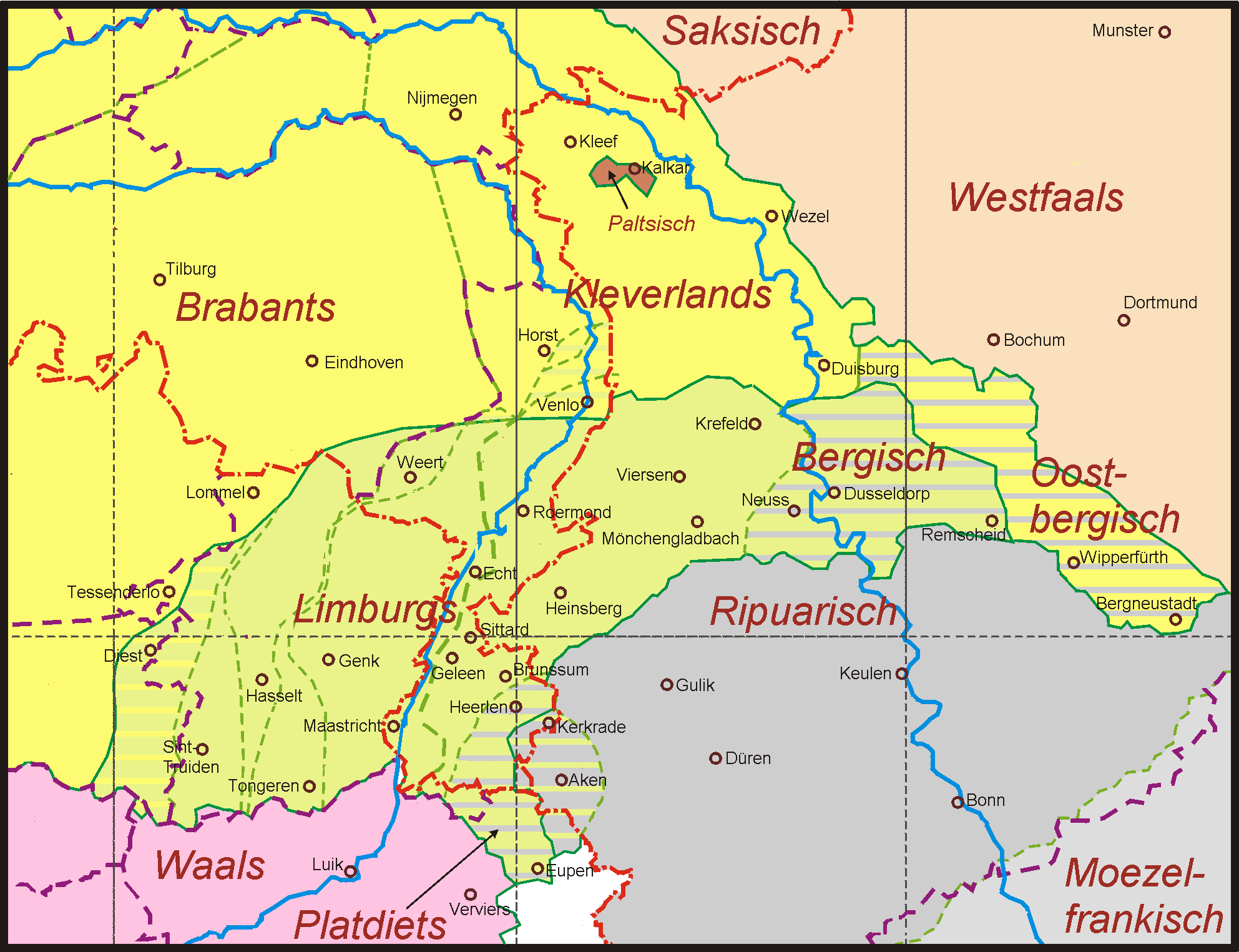
Het Limburgs taallandschap

Het Kerkraads (Kerkraads: Kirchröadsj) is een Ripuarisch dialect dat gesproken wordt in de voormalige mijnwerkersstad Kerkrade en het aangrenzende Duitse Herzogenrath. Hoewel Kerkrade is opgebouwd uit verscheidene oude dorpskernen, die vanouds allemaal hun eigen dialect hebben, kan men min of meer van één "Kerkraads dialect" spreken. Van alle dialecten in Nederland verschilt Kerkraads het meest van het Standaardnederlands.
Het Kerkraads vormt samen met onder meer het Akens een van de subvormen van het Ripuarisch (namelijk het West-Ripuarisch), al beschouwen de sprekers zelf hun dialect nog het liefste als een vorm van Zuidoost-Limburgs.

## Kenmerken en classificatie

### Medeklinkers
Het Kerkraads behoort tot de Westmiddelduitse dialecten; dat wil zeggen dat het ten zuiden van de Benrather Linie ligt. Deze isoglosse markeert de grens tussen -k en -ch na lange en halflange klinkers; men zegt in Kerkrade dus maache, niet make. Deze grens loopt maar juist door Nederlands Limburg heen: Heerlen en Landgraaf liggen erboven. Andere dialecten in Limburg met deze eigenschap zijn het Simpelvelds, het Bocholtzer en het Vaalser dialect.
De Benrather Linie vormt, althans op deze plek, ook de grens tussen t- en ts-; in het Heerlens zegt men dus tied, in het Kerkraads tsiet. Tevens verandert de -t vaak in -s (Heerlens oet, Kerkraads oes) en de -p in -f (Heerlens hope, Kerkraads hoffe). Dit gebeurt evenwel, anders dan in het Hoogduits, niet na korte klinkers (dat, niet das; óp, niet óf'; de grenzen van dat verschijnsel, de Bad Hönniger Linie en de Sankt Goarer Linie, liggen veel zuidelijker). Ook een belangrijke verandering, en bij uitstek een waaraan men in Limburg een Kerkradenaar herkent, is de verandering van g- in j-.

### Woordenschat
Naast deze klanken, waardoor het Kerkraads in Nederlandse oren al een erg Duitse klank meekrijgt, heeft het Kerkraads ook een zeer groot aantal Duitse woorden opgenomen. Dit komt doordat in Zuidoost-Limburg het Hoogduits eeuwenlang, tot aan de Tweede Wereldoorlog de rol van cultuurtaal had, naast het Frans. Vergelijk kiefer ("kaak"), moezziek (een Frans leenwoord met Duitse uitspraak), tsiedónk ("krant") en zelfs tswai voor "twee" (wat eigenlijk als *tswee zou moeten klinken; alle woorden met de klank ai duiden op Hoogduitse invloed). Daarnaast is de woordenschat erg regiogebonden, met veel typisch Ripuarische woorden, die men ook in het Limburgs aantreft.
In 1987 is de Kirchröadsjer Dieksiejoneer uitgegeven waarin een deel van de woordenschat is ondergebracht.
In 2016 is een nieuwe versie uitgegeven, hierin zijn de woorden die letterlijk uit het Duits zijn gehaald weggelaten en is het vereenvoudigd.

### Klinkers
Een eigenschap van de Kerkraadse klinkers is dat de Limburgse oo (corresponderend met de Nederlandse oe) vaak verkort wordt tot ó: vgl. Nederlands goed, Limburgs good, Kerkraads jód. Hetzelfde geldt voor de umlautvariant: de Limburgse eu (eveneens corresponderend met een Nederlandse oe, en met de Brabantse uu) wordt een u, met als gevolg (Algemeen) Nederlands groen, Brabants gruun, Limburgs greun, Kerkraads jrung.

### Classificatie
- Indo-Europees
  - Germaans
    - West-Germaans
      - Continentaal West-Germaans (Nederlands en Duits in brede zin)
        - Middelduits
          - Middelfrankisch
            - Ripuarisch
              - Kerkraads

## Gebruik

### In het dagelijks leven
Anders dan in Heerlen is in Kerkrade het dialect in de tijd van de mijnen niet naar de marge van de gemeenschap verdrongen. Dit vindt vermoedelijk zijn oorzaak in het feit dat de Kerkraadse mijnen ouder zijn en in handen van plaatselijke industriëlen waren. Hier kon men het dialect dus in alle situaties gebruiken, terwijl in de Heerlense mijnen de hogere functies door Nederlandssprekenden bezet werden. Ook was de arbeidsmigratie van buiten de regio lang zo hoog niet. Zodoende kan men nog steeds het Kerkraads in alle informele situaties horen, ook onder jongeren, al zijn er ook ouders die hun kind in het Nederlands opvoeden. Wel heeft het Kerkraads meer dan bijvoorbeeld het Maastrichts of het Sittards het stempel van volkstaal. Niettemin is het Kerkraads waarschijnlijk na het Maastrichts het meest gesproken dialect in de beide Limburgen, in absolute cijfers gemeten. In het onderwijs is het Kerkraads in de les niet erg gewild, de leraren en leerlingen onder elkaar spreken het wel. Ook in het verenigingsleven en andere vrijetijdsbestedingen wordt het Kerkraads zeer veel gebruikt.

### Gecultiveerd
Kerkrade heeft een grote productie van carnavalsliedjes en de traditie van geschreven Kerkraads komt, net als elders in Limburg, vooral daarvandaan. Veel waardering kreeg Paul Weelen, die twintig jaar lang de teksten schreef voor de groep Weerwaas, daarna voor Ramsj, Toepjoep en Oes De Ef en meer dan tien jaar hoofdredacteur van het tijdschrift Veldeke was tot het blad in 2007 werd opgeheven. Wim Heijmans, tweevoudig winnaar van de Veldeke-Literatuurprijs, publiceerde een aantal theatermonologen en korte verhalen, vaak van een hermetische aard, in een bundel.
Sinds kort treft men hier en daar bij het binnenrijden van de bebouwde kom tweetalige plaatsnaamborden aan.
Het Kerkraads heeft een van de andere Limburgse dialecten afwijkende spelling gehouden.